# Щербиновский, Николай Сергеевич
Николай Сергеевич Щербиновский (17 марта 1891, Тифлис—18 марта 1964) — советский энтомолог, доктор сельско-хозяйственных наук, профессор, член-корреспондент ВАСХНИЛ (1956).

## Биография
Родился в Тифлисе. Его отец — Сергей Анфимович Щербиновский, был штатным преподавателем рисования в Тифлисском кадетском корпусе. Дядя (брат отца) — художник Дмитрий Анфимович Щербиновский.
Окончил Оренбургскую мужскую гимназию, прошел военную подготовку, в чине прапорщика участвовал в Первой мировой войне. В 1918 году был членом Военного совета рабочих и солдатских депутатов. В 1919 году Н. С. Щербиновский заведовал естественно-историческим и сельскохозяйственным музеем Самарского губернского земельного отдела (Самарского губземотдела).
В 20-е годы Щербиновский уезжает из Самары, сферой его приоритетных научных интересов становятся вредители сельского хозяйства, особенно саранчовые. В 1920—1930-е годы печатался в газетах «Туркменская искра» и «Правда Востока», выходивших в республиках Средней Азии, со статьями, посвященными борьбе с саранчой.
В 1922 году окончил Петровскую сельскохозяйственную академию.
Работа:
- 1922—1938 гг. — заведующий отделом энтомологии Московской опытной с.-х. станции, одновременно — старший специалист-энтомолог отдела защиты растений Наркомзема СССР, заместитель заведующего энтомологическим бюро Главхлопкома.
- 1938—1956 гг. — заведующий лабораторией защиты растений ВНИИ кормов.
- 1956—1958 гг. — руководитель секции защиты растений ВАСХНИЛ.
- 1958—1964 гг. — заведующий отделом ВНИИ фитопатологии.

## Научная деятельность
Работал в командировках в Иране (1929, 1942—1944, 1955) и Пакистане (1957). Хорошо знал фарси, переводил на русский язык произведения Омара Хайяма. Сам был автором цикла стихотворений «на иранские мотивы».
Основные исследования посвящены изучению саранчовых; колорадского жука и вредителей кормовых культур, хлопчатника, цитрусовых и др. и разработке методов борьбы с ними.

### Основные работы
Автор более 400 научных публикаций, в том числе около 40 книг и брошюр.
Публикации:
- Борьба с главнейшими вредителями сельского хозяйства в засушливом районе. — М.: Новая деревня, 1926. — 102 с.
- Рассказы о вредителях сельского хозяйства: В 2 ч. — М.; Л.: Госиздат, 1926—1927. Ч. 1. — 1926. — 68 с.; Ч. 2. — 1927. — 119 с.
- Борьба с вредителями и болезнями в приусадебном саду. — М.: Сельхозгиз, 1936. — 109 с.
- Пустынная саранча шистоцерка. Проблема защиты южных территорий СССР от вторжения стай шистоцерки. — М.: Сельхозгиз, 1952. — 416 с.
- Достижения и задачи науки в борьбе с вредителями и болезнями сельскохозяйственных растений. — М.: Изд-во МСХ СССР, 1957. — 19 с.
- Сезонные явления в природе. — 4-е изд. — М.: Колос, 1966. — 167 с.

## Награды
- Орден Трудового Красного Знамени (1961);
- Орден «Знак Почёта» (1954);
- Три медали.

## Семья
Сестра — Ольга Сергеевна Щербиновская (1891—1975), актриса Малого театра, вторая жена писателя Бориса Пильняка.
Жена — Любовь Борисовна Щербиновская (1886—1964). Дочь генерал-майора Бориса Александровича Рудакова. Энтомолог; в 1939 году вместе с мужем работала во Всесоюзном научно-исследовательском институте кормов им. В. Р. Вильямса.
Дети:
- Татьяна Николаевна Щербиновская, геоботаник, кандидат сельскохозяйственных наук. Участница Великой Отечественной войны.
- Наталья Николаевна Щербиновская (в замужестве Абрамова). Окончила механико-математический факультет МГУ. В 1930-е годы вместе с мужем, на тот момент студентом химфака, Владимиром Аркадьевичем Абрамовым, работала над разработкой топлива для реактивных двигателей[1]. Затем окончила Военный институт иностранных языков, переводила произведения А. Азимова и других авторов. Кандидат филологических наук. Её дочь — Людмила Абрамова, актриса.